# Bušek II. z Velhartic
Bušek II. z Velhartic (též Bušek mladší z Velhartic, po 1300 – 15. července 1360) byl český šlechtic, politik a válečník z rodu pánů z Velhartic, téměř celoživotně působící na dvoře českého a římského krále Karla IV. Zastával několik vysokých dvorských úřadů, mj. úřad mistra královské komory či císařského komorníka. Do širšího povědomí veřejnosti vešel v koncem 19. století poté, co jej Jan Neruda zahrnul jako jednu z postav do své básně Romance o Karlu IV.

## Životopis

### Mládí
Bušek mladší pocházel ze západočeského šlechtického rodu pánů z Velhartic, odvozující svůj původ od hradu Velhartice nedaleko Klatov. Narodil se patrně právě na rodovém hradě. Byl synem Buška I. z Velhartic (před 1318–1337), prvního doloženého majitele hradu. Bušek starší patřil mezi přátele a důvěrníky tehdy ještě markraběte Karla IV., působící jako jeho komorník od roku 1332. Doprovázel Karla během jeho italského tažení, kde 28. září 1337 zemřel v Meranu.

### Kariéra
Bušek mladší následně zdědil rodinné statky a převzal otcovu úlohu císařova rádce a komorníka. Do roku 1341 pak vykonával úřad mistra královské komory, v letech 1355–1356 post maršálka královského dvora a poté až do roku 1362[zdroj?] úřad nejvyššího hejtmana léna Nové Čechy v Horní Falci. Patřil k nejbližšímu okruhu Karlových blízkých a zúčastnil se s ním několika tažení do Itálie, včetně prudkého boje v Pise roku 1355, kdy byl ohrožen císařův život.
Vedle Velhartic vlastnil mj. po jistou dobu hrad Nový Herštejn.

### Úmrtí

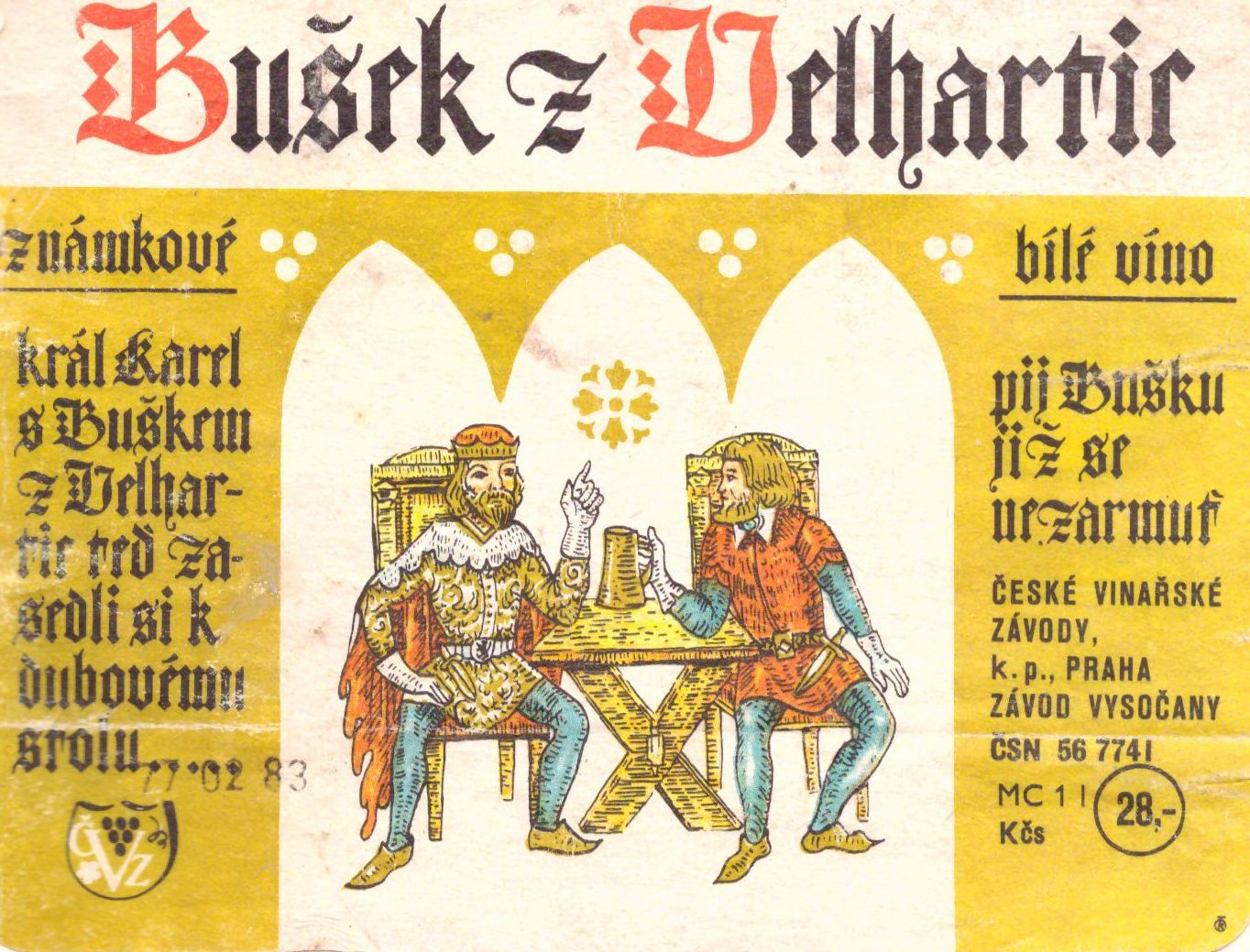
Etiketa značky bílého vína Bušek z Velhartic vyráběná v 80. letech 20. století v ČSSR

Bušek II. z Velhartic zemřel 15. července 1360 a byl pohřben ve velhartickém kostele Narození Panny Marie.

### Rodina
Se svou manželkou měli několik dětí, včetně syna Ješka z Velhartic.

### V umění
Karel IV. je hrdinou i jedné z kdysi nejznámějších českých básní, Romance o Karlu IV, kterou napsal Jan Neruda, a zařadil ji do své poslední sbírky Balady a romance. Král v ní s Buškem pije víno a vyznává, byť s jistou trpkostí, náklonnost k českému národu.
Rovněž pak Buškova postava vystupuje v historické komedii Královské řádění (1974, režie Evžen Sokolovský, scénář Ludvík Kundera, v hlavní roli Jiří Vala), kterou zde ztvárnil Josef Větrovec.